# セキスイハイム山陽
セキスイハイム山陽株式会社（セキスイハイムさんよう）は、兵庫県姫路市に本社を置く企業。美樹工業株式会社の連結子会社であり、積水化学工業株式会社の持分法適用関連会社である。

## 概要
積水化学工業が売り出したユニット住宅「セキスイハイム」の代理店として、1972年（昭和47年）3月に美樹工業株式会社および積水化学工業株式会社の出資で設立された株式会社。
播磨地区を中心に、セキスイハイム住宅の販売・設計・施工管理およびインテリア・エクステリア・リフォーム・アフターメンテナンスなど住宅関連事業を実施。姫路市をはじめ加古川市・高砂市に住宅展示場・ショールームを開設している。

## 沿革
- 1972年（昭和47年）3月 - 鉄骨ユニット住宅「セキスイハイム」の販売・施工会社として、はりまハウジング株式会社として設立。
- 1975年（昭和50年）6月 - ハイム山陽株式会社に商号変更。
- 1992年（平成4年）4月 - セキスイハイム山陽株式会社に商号変更。
- 2001年（平成13年）4月 - リフォーム会社「セキスイファミエス山陽株式会社」設立。
- 2005年（平成17年）1月 - 不動産会社「株式会社山陽リアルエステート」設立。
- 2008年（平成20年）10月 - セキスイファミエス山陽株式会社を「株式会社リブライフ兵庫」に、株式会社山陽リアルエステートを「株式会社リブライフ」に商号変更。
- 2009年（平成21年）1月 - 株式会社リブライフが株式会社リブライフ兵庫を吸収合併。

## グループ会社
- 美樹工業株式会社 - 親会社（当社は美樹工業の連結子会社）
- 積水化学工業株式会社 - その他の関係会社（当社は積水化学工業の持分法適用関連会社）
- 株式会社リブライフ - 美樹工業の連結子会社